# 脈翅溝腳猿金花蟲
脈翅溝腳猿金花蟲（学名：Basilepta varians）为金花蟲科溝腳猿金花蟲屬下的一个种。